# بيرت غراي (لاعب دوري الرغبي)
بيرت غراي (بالإنجليزية: Bert Gray)‏ هو لاعب دوري الرغبي أسترالي، ولد في 1890، وتوفي في 1967.